# Subeidophasia
Subeidophasia é um gênero de mariposa pertencente à família Acrolepiidae.